# 克里切夫區
克里切夫區，是白俄羅斯的一個區，位於該國東部，屬於莫吉廖夫州的一部分，面積777.54平方公里，2009年人口35,133，人口密度每平方公里45.18人。